# 遠藤哲哉
遠藤 哲哉（えんどう てつや、1991年8月11日 - ）は、日本の男性プロレスラー。宮城県白石市出身。血液型O型。DDTプロレスリング所属。

## 経歴
- 2012年
  - 4月1日後楽園大会、対彰人&福田洋でデビュー(パートナーは石井慧介)[1]。
  - 4月28 - 30日、5月3 - 6日KAIENTAI DOJO主催の『K-METAL LEAGUE 2012』に出場。4月30日牛久大会にて対ダーイシでグランドスリーパーからのレフェリーストップで、初勝利となる。
  - 5月23日天龍プロジェクト主催の若手杯「MIZUCHI〜蛟龍〜」に出場。重量級のNORIと対戦するが敗れる。
  - 7月22日後楽園大会にて、モンスターアーミーの仲間割れに乗じて、アントーニオ本多からピンフォール勝ちを奪取。DDTマットでは初勝利となる。これが認められ、ファミリアのメンバーとして武道館大会のサッカーマッチ出場が決定。
- 2014年
  - 7月13日東成区民センター大会、 アントーニオ本多と竹下幸之介とのタッグチームハッピーモーテルでKO-D6人タッグ王座を奪取。
  - 9月28日後楽園大会、竹下とのタッグでゴールデンラヴァーズを下しKO-Dタッグ王座を奪取。
- 2015年
  - 4月10日大分イベントホール大会で足を骨折して欠場。
  - 8月23日両国大会で復帰。
  - 12月23日後楽園大会、竹下とのタッグで2度目のKO-Dタッグ王座奪取。
- 2016年
  - 7月17日後楽園大会、竹下のKO-D無差別級王座に挑戦するも敗退、ハッピーモーテルを離脱してDAMNATIONに入る。
  - 8月6日春日部大会、佐々木大輔とマッド・ポーリーとのチームでKO-D6人タッグ王座を奪取。
  - 10月9日ススキノ・マルスジム大会、佐々木大輔とのタッグでKO-Dタッグ王座を奪取。
- 2017年
  - 4月29日後楽園大会、竹下のKO-D無差別級王座に挑戦するも時間切れ引き分けとなる。
  - 6月25日後楽園大会でKING OF DDTトーナメントの決勝戦に進出し、HARASHIMAを下して優勝。
- 2019年
  - 1月27日に後楽園ホールで行われた佐々木大輔&HARASHIMA対竹下幸之介&青木真也のスペシャルタッグマッチ終了後、竹下の父が経営する焼き鳥屋で自身がマッド・ポーリーと共に食い逃げを行う様子が会場のスクリーンに映し出された。遠藤の挑発を受けた竹下は、2月17日の両国国技館でのメインイベントで白黒つけることとなった[2]。
  - 4月4日（現地時間）のニューヨーク大会にて、竹下幸之介からKO-D無差別級王座を奪取した直後の佐々木大輔に対し、いつでもどこでも挑戦権を行使し勝利。KO-D無差別級王座を初戴冠した[3]。
- 2021年
  - 9月26日後楽園大会でDAMNATIONが解散。それを機にフェイスターン。
  - 12月26日国立代々木競技場第二体育館大会にて遠藤がリーダーとなる第4次BURNINGが初陣。
- 2022年
  - 3月20日両国国技館大会で竹下を破り、3度目のKO-D無差別級王座戴冠[4]。
  - 6月12日、さいたまスーパーアリーナで開催された「CyberFight Festival 2022」におけるプロレスリング・ノアとの対抗戦にて、中嶋勝彦の張り手で脳震盪を起こしTKO負け[5]。この影響で6月中旬から開催される『KING OF DDT トーナメント』は欠場。KO-D無差別級王座も返上した[6]。当の中嶋から自分と遠藤を比較した口撃を浴び思い悩むも佐々木大輔から「あの日で一生分の恥を掻いたと思えばいい」という一言で立ち直る。
- 2024年
  - 12月28日両国国技館大会でBURNINGを丸2年の活動に終止符を打つ。
- 2025年
  - 1月2日、プロレスリング・ノアの新宿フェイス大会に出場。シングルマッチで小峠篤司を下し、2025年は、ノアに継続参戦することを表明した[7]。またDDTとは翌1月3日に高鹿佑也、1月5日に飯野雄貴との元バーニング対決を最後に無期限欠場となった。
  - 1月11日、GHCナショナル王座戦で征矢学を破って第14代王者となり、試合後にヒールユニット「TEAM 2000X」へ加入する[8]。
  - 5月18日、杉浦貴の働きかけもあり「TEAM 2000X」からの脱退を表明。
  - 6月3日、OZAWAの持つGHCヘビー級王座に杉浦とのサバイバル3WAYマッチで挑戦。試合中に杉浦が裏切りTEAM 2000Xとの結託したこともあり敗退。

## 得意技
バーニングスター・プレス
遠藤が使用するシューティング・スター・プレス。
トーチャーラックボム
旋回式でも使用する。
テツヤ・イン・ザ・スカイ with Diamonds
コーナーからのスパニッシュフライ。命名者は佐々木大輔。
ACNH
遠藤曰く「あつまれ どうぶつの森」をプレイ中に思い付いた技であり、技名は同作の英語圏における略称(Animal Crossing: New Horizons)から。
バーニング種付けプレス
うつ伏せの相手の臀部に対し開脚状態で股間から落ちるバーニングスタープレス。2024年5月5日のKING OF DDTトーナメント第1回戦の男色ディーノ戦で使用。命名者は彰人。
SKP
相手にスクールボーイを仕掛け、はねのけられる勢いを逆利用して再度相手を丸め込みエビに固められた相手の上にまたがって押さえ込む。考案者は大石真翔で、技名は「Schoolboy Krunch Package」の略。
フォレストブリッジ
ロープに向かって勢いをつけ逆立ちをし、リバウンドの勢いを利用して相手に背面を向けて飛び掛かり、空中での首投げから相手をエビ固めで押さえ込む。技名は甲虫王者ムシキングシリーズのクワガタ系キャラクターが使う必殺技から。

## タイトル歴
DDTプロレスリング
- KO-D無差別級王座 : 3回（第71代、第75代、第78代）
- DDT UNIVERSAL王座 : 1回（第10代）
- KO-Dタッグ王座 : 4回（第50代、第53代、第57代、第64代、第82代）
  - 第50代、第53代パートナーは竹下幸之介
  - 第57代パートナーは佐々木大輔
  - 第64代パートナーはマッド・ポーリー
  - 第82代パートナーは飯野雄貴
- KO-D6人タッグ王座 : 5回（第11代、第26代、第35代、第40代、第43代、第49代）
  - 第11代パートナーはアントーニオ本多&竹下幸之介
  - 第26代パートナーは佐々木大輔&マッド・ポーリー
  - 第35代パートナーは高尾蒼馬&マッド・ポーリー
  - 第40代パートナーはT-Hawk&エル・リンダマン
  - 第43代パートナーは高尾蒼馬&火野裕士
  - 第49代パートナーは岡田佑介&鈴木鼓太郎
- アイアンマンヘビーメタル級王座 : 1回（第1339代）
- KING OF DDTトーナメント 優勝 : 2回（2017年、2020年）

プロレスリング・ノア
- GHCナショナル王座 : 1回（第14代）[8]

プロレス大賞
- 技能賞（2020年）

日本インディー大賞
- ベストバウト（2014年、2020年）
- ベストユニット賞（2016年、2017年　DAMNATION）

## 入場テーマ曲
- 「CORE TOOL」（鈴木修[17]、第4次BURNING結成後より使用）
- 「Damnit」（オリジナル曲、DAMNATION加入後より使用）
- 「Flying Bomb」（オリジナル曲、ハッピーモーテル脱退時まで使用）
- 「Here I Am」（セルタブ・エレネル）

## エピソード
- 宮城県名取高等学校出身[18]。
- 新体操出身という珍しい出自を持つ[19]。
- テレビ朝日『ワールドプロレスリング』中継で活躍する飯伏幸太の姿に憧れ、DDTプロレスリング入門。
- 入門前、石井慧介にチケットメールから相談してきたことがあった[20]。
- 妹がいる。2014年のDDT仙台大会に観戦に来ていて遠藤の対戦相手松永智充と大石真翔や遠藤のパートナー竹下幸之介、そしてセコンドの宮武俊に求愛をされて遠藤の妹は竹下を選んだ。
- 丸藤正道にフィジカルでは勝っていると自認する一方、表現力では劣ると自己分析している[21]。
- 趣味はクワガタムシの飼育。幼少期に父親からミヤマクワガタをプレゼントされた事がきっかけで興味を持ち、自宅では20種類200匹以上を飼育しているという[22]。

## テレビ出演
- ファイヤーレオン （2013年 - 2014年、TOKYO MX TV） - ゴッドラウザー 役（スーツアクター）